# Găluște de chifle

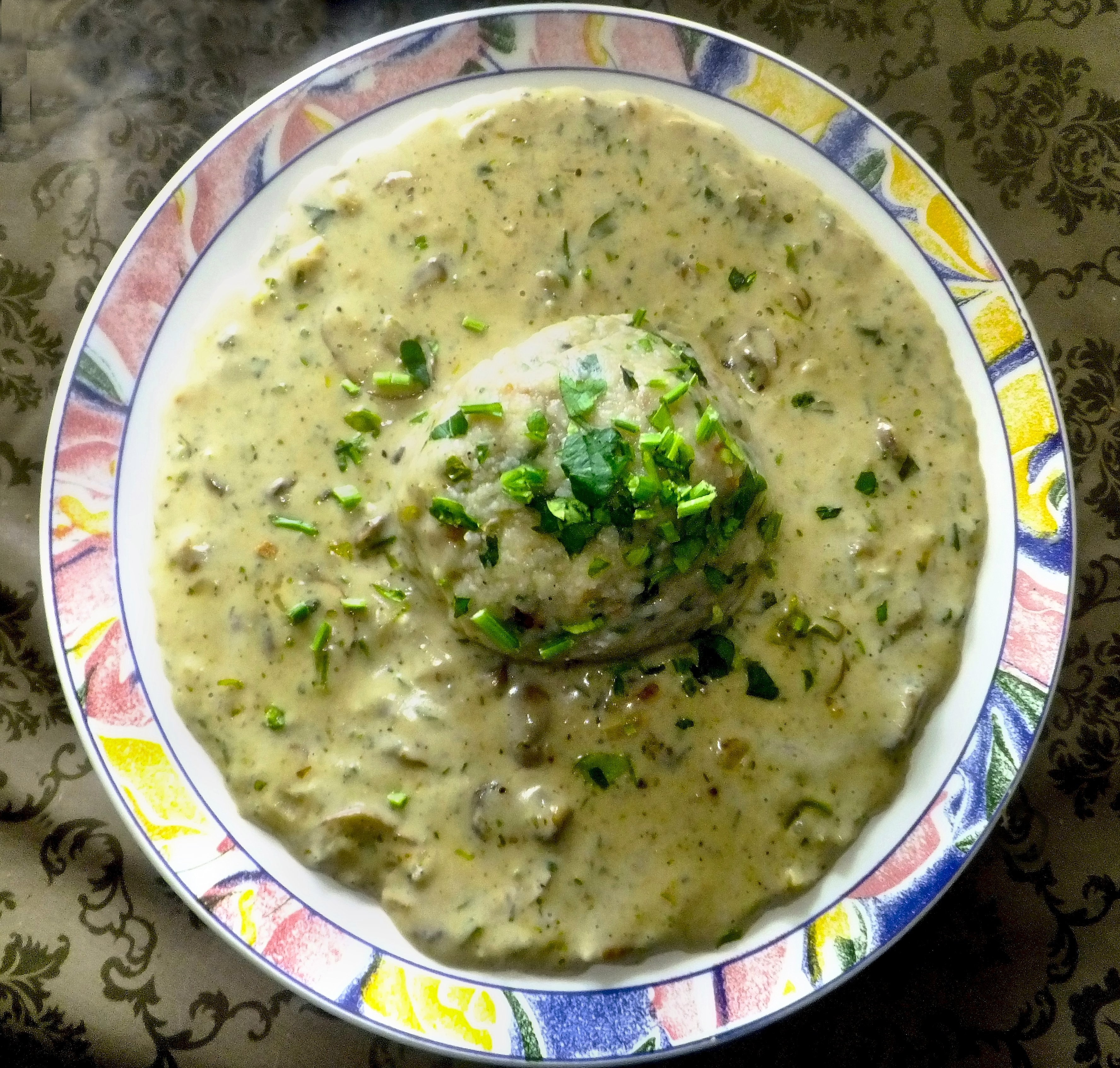
Gălușcă de chifle în ciulama de ciuperci de pădure

Găluște de chifle sunt o specialitate originară din sudul Germaniei precum a bucătăriei  austriece (în aceste regiuni numite Semmelknödel), dar răspândite și în România, în special prin Banat. Ele sunt servite ca garnitură la feluri de mâncare, cum ar fi o friptură de porc împreună cu varză acră, una de vită sau vânat și varză roșie, cu un ghiveci de linte sau cu o ciulama de ciuperci respectiv de plămâni de porc sau vițel. 

## Rețeta

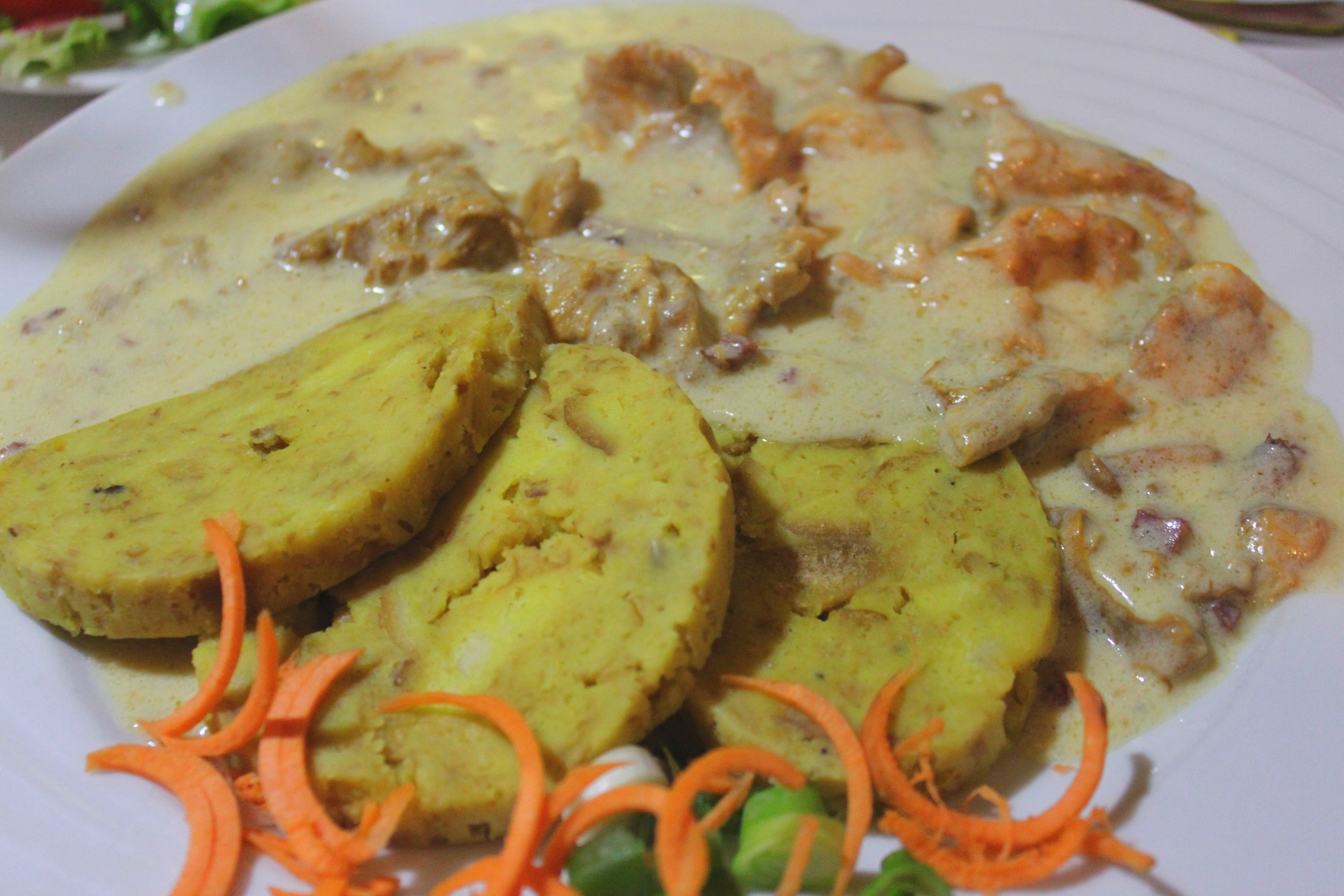
Gălușcă boemă cu ciulama de gălbiori

### Ingrediente
Este nevoie de chifle sau o franzelă de pâine albă mai veche (de 2 la 3 zile), ouă, ceapă, făină, lapte, pătrunjel, piper negru și nucă de muscat, după plăcere costiță sau jambon afumat de porc.

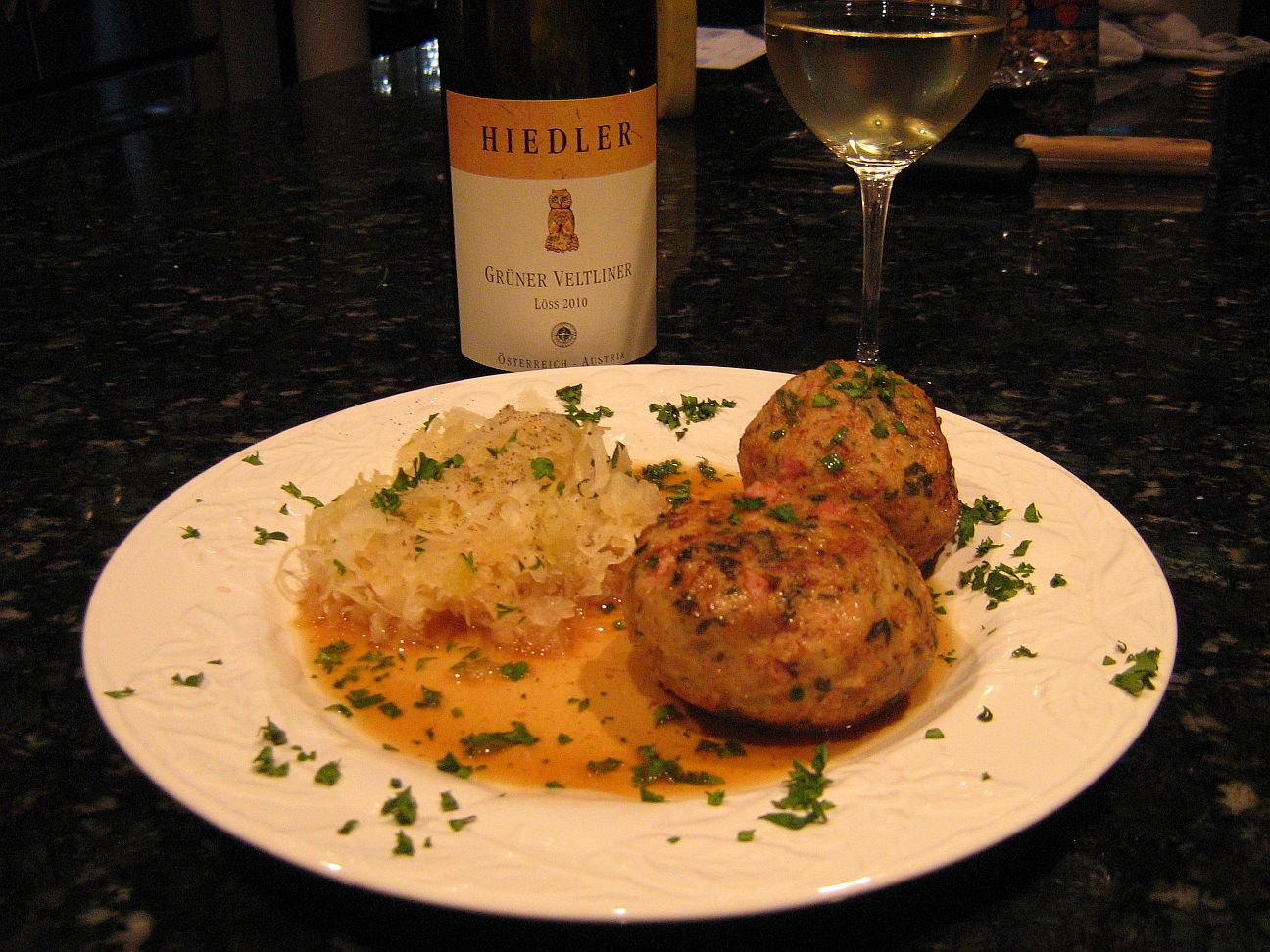
Găluște de chifle tiroleze cu varză acră

### Mod de preparare
Chiflele tăiate felii subțiri se opăresc cu lapte fierbinte (¼ de litru pentru 6 chifle). Separat se prăjește ceapa ușor în ceva ulei (facultativ cu bucățele mici de costiță). Se frământă chiflele cu ceapa, două ouă, două linguri de făină precum condimentele. Dacă coca este prea curgătoare, se adaugă un pic de pesmet. Se formeazä găluște cu un diametru de 6-8 cm care, după ce au fost tăvălite prin făină, se pun într-un castron cu apă clocotindă și potrivită de sare. Apoi temperatura trebuie să fie redusă. Când găluștele se urcă, sunt gata.

## Varietăți
- Găluște de chifle boeme (Serviettenknödel): cu mult mai multă faină, de formă alungită, învelită într-o pânză și gătită peste vapori de apă, apoi servită tăiată felii[3]
- Găluște de chifle elvețiene: cu brânză de parmezan sau cașcaval vechi frecată, ceva vin alb, pătrunjel, arpagic, salvie, busuioc, dar fără ceapă[4]
- Găluște de chifle tiroleze: cu costiță sau jambon afumat de porc (vezi sus)[5]
- În Nouvelle cuisine găluștele se prepară și din covrigi. Ei au un diametru de numai 4-5 cm, deseori sunt preparate ca găluștele boeme.[6]

Toate aceste găluște sunt ieftine dar gustoase.